# Småträsktjärnarna (Norsjö socken, Västerbotten, 720029-170048)
Småträsktjärnarna är en sjö i Norsjö kommun i Västerbotten och ingår i Skellefteälvens huvudavrinningsområde.